# Erykah Badu

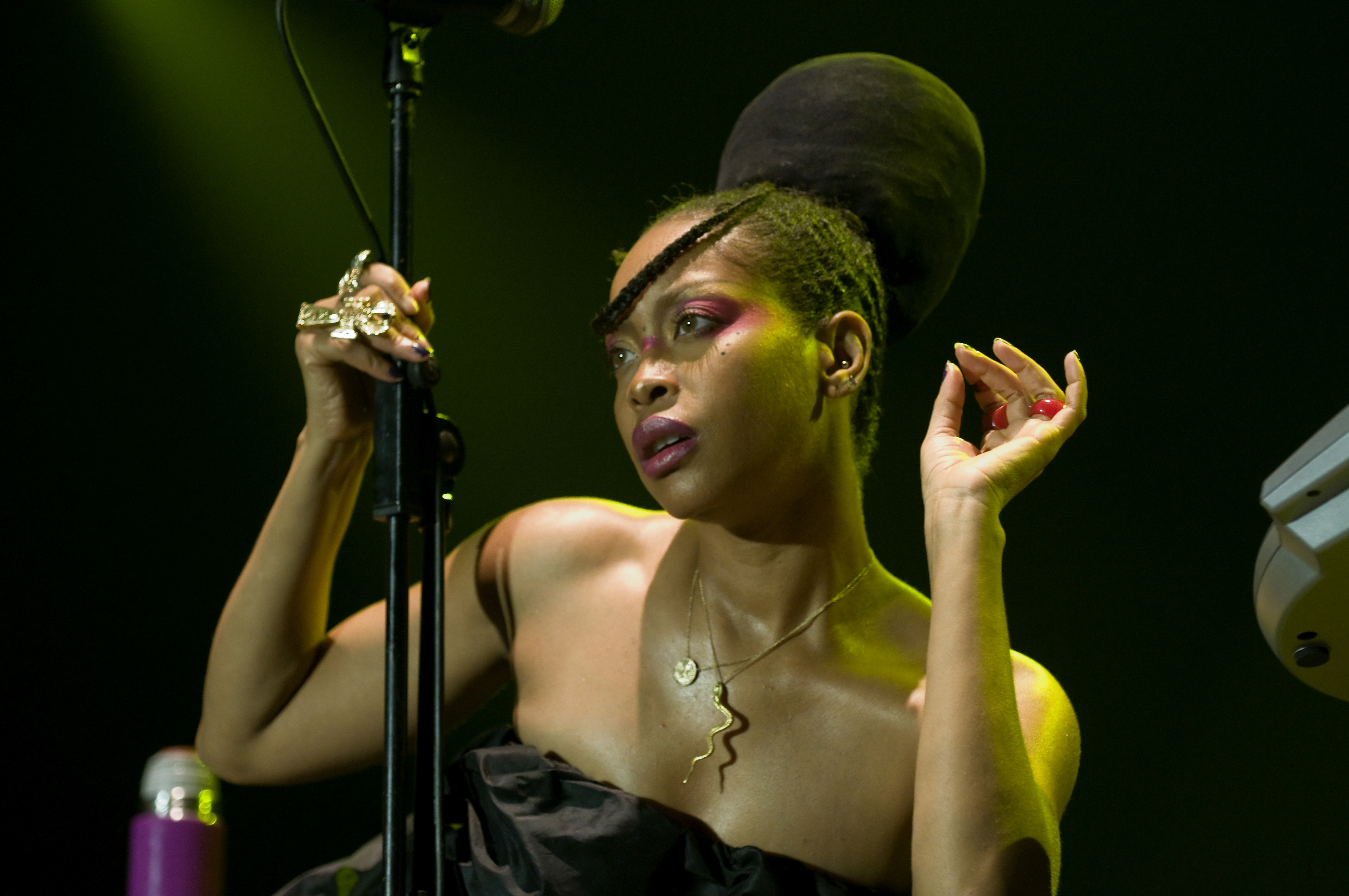
Erikah Badu el 2008

Erykah Badu (26 de febrer de 1971) és una cantant estatunidenca de neo soul.

## Biografia
Va néixer a Dallas, Texas. Va créixer escoltant el soul dels 70 i va començar a viure el hip-hop dels 80, però també està molt influïda per grans del jazz com Billie Holiday. El seu veritable nom és Erica Abi Wright. Va cursar estudis en una escola d'art i anys després va estar un temps dedicada a la docència, fins que en 1994 va aparèixer en un xou de D'Angelo. El manager de D'angelo, Kedar Massenburg, va quedar impressionat per l'actuació i la va contractar per fer una versió a duo del tema de Marvin Gaye i Tammi Terrel "Your Precious Love". En poc temps va fitxar per a la discogràfica Entertainment, va començar a gravar el seu debut "Baduizm" sota la producció de Kedar Massenburg, i la companyia de Ron Carter, contrabaixsta de jazz, en algun dels temes. El primer single "On & on" es va convertir en un hit a principis de 1997, i al març l'àlbum ja havia arribat al número u. En l'àlbum hi havia una conjunció de neo soul, jazz i rap que ho fan una gran peça musical. Va guanyar dos Grammy el 1997, un al millor àlbum de R&B i un altre a la millor interpretació vocal femenina de R&B, pel single "On & on". En va guanyar un altre el 1999 pel tema "You got me" i un el 2002 pel single "Love of my life". Des que el 2003 va editar "Worldwide Underground" va col·laborar amb diversos artistes com Zap Mama ("Bandy, bandy" el 2003), Roy Ayers ("Searching" i "Everybody loves the sunshine" el 2004) o Sérgio Mendes ("That heat" el 2006).
Al febrer del 2008 va llançar el seu àlbum New Amerykah Part One (4th World War) i al març del 2010 va llançar la segona part anomenada New Amerykah Part Two Return of the Ankh.

## Discografia
| Any  | Títol                                  | Discogràfica |
| ---- | -------------------------------------- | ------------ |
| 1997 | Baduizm                                | Kedar        |
| 1997 | Live                                   | Kedar        |
| 2000 | Mama's gun                             | Kedar        |
| 2003 | Worldwide underground                  | Motown       |
| 2008 | New Amerykah pt.1 (4th World War)      | Motown       |
| 2010 | New Amerykah pt.2 (Return of the Ankh) | Motown       |

| Any  | Títol                     | Discogràfica           |
| ---- | ------------------------- | ---------------------- |
| 1997 | On & on                   | Universal              |
| 1997 | Next lifetime             | K Donar                |
| 1997 | Apple tree                | Kedar International    |
| 1997 | Tyrone                    | Universal              |
| 1999 | Southern gul (ft. Rahzel) | Uptown/Universal       |
| 2000 | Bag lady                  | Uptown/Universal       |
| 2001 | Didn't cha know           | Polygram International |
| 2002 | Love of my life           | MCA                    |
| 2003 | Danger                    | Motown                 |
| 2008 | Honey                     | Motown                 |

## Premis
| Any  | Títol                  | Categoria                           | Gènere |
| ---- | ---------------------- | ----------------------------------- | ------ |
| 1997 | Baduizm                | Millor àlbum R&B                    | R&B    |
| 1997 | On & on                | Millor actuació vocal femenina      | R&B    |
| 1999 | You got em (The Roots) | Millor actuació vocal de duo o grup | Rap    |
| 2002 | Love of my life        | Millor cançó R&B                    | R&B    |

### Nominacions
- 1998: Grammy al millor nou artista
- 1999: Grammy al millor àlbum de R&B
- 2004: Grammy al millor àlbum de R&B

### Llistes Billboard
| Màx. Posició | Album                 | Chart                  | Any  |
| ------------ | --------------------- | ---------------------- | ---- |
| 2            | Baduizm               | Billboard 200          | 1997 |
| 1            | Baduizm               | Top R&B/Hip-Hop albums | 1997 |
| 4            | Live                  | Billboard 200          | 1997 |
| 1            | Live                  | Top R&B/Hip-Hop albums | 1997 |
| 11           | Mama's gun            | Billboard 200          | 2000 |
| 12           | Mama's gun            | Top internet albums    | 2000 |
| 3            | Mama's gun            | Top R&B/Hip-Hop albums | 2000 |
| 3            | Worldwide underground | Billboard 200          | 2003 |
| 3            | Worldwide underground | Top internet albums    | 2003 |
| 2            | Worldwide underground | Top R&B/Hip-Hop albums | 2004 |

## Filmografia
| Any  | Títol                 | Format |
| ---- | --------------------- | ------ |
| 2004 | House of D            | Cinema |
| 2004 | Chapelle's Xou        | TV     |
| 1999 | The Cider House Rules | Cinema |
| 1998 | Blues Brothers 2000   | Cinema |